# ميتشكار (مقاطعة كلاردشت)
ميتشكار (بالفارسية: میچکار) هي قرية تقع في Kuhestan Rural District في إيران. يقدر عدد سكانها بـ 104 نسمة بحسب إحصاء 2016.